# Acanthermia incisura
Acanthermia incisura là một loài bướm đêm trong họ Noctuidae.